# Simon Larned
Simon Larned, född 3 augusti 1753 i Thompson i Connecticut, död 16 november 1817 i Pittsfield i Massachusetts, var en amerikansk politiker (demokrat-republikan). Han var ledamot av USA:s representanthus 1804–1805.
Larned tjänstgjorde som sheriff i Berkshire County och deltog sedan i amerikanska frihetskriget som kapten. Efter kriget var han verksam som handelsman och senare blev han bankdirektör. Han efterträdde Thomson J. Skinner som kongressledamot och satt i kongressen från november 1804 till mars 1805.
Larned avled 1817 och gravsattes på Pittsfield Cemetery i Pittsfield i Massachusetts.